# Mitsubishi Ki-57
Il Mitsubishi Ki-57 (三菱 キ57?) (nome di identificazione alleato Topsy), fu un bimotore da trasporto giapponese, evoluzione del Ki-21, costruito dalla Mitsubishi Heavy Industries durante la seconda guerra mondiale.

## Storia del progetto

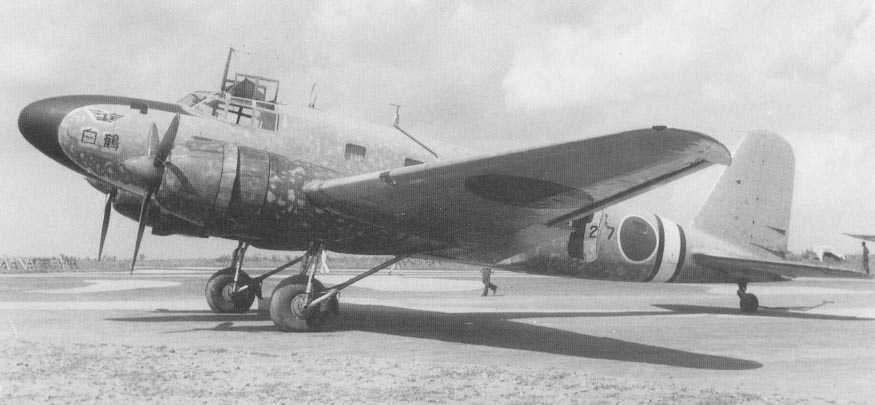
Un MC-20-II denominato Hakutsuru (gru siberiana), in servizio durante la Seconda guerra sino-giapponese per la China Airlines.

Nel 1938 il Ki-21 entrò in servizio nell'Esercito Imperiale Giapponese senza tuttavia riscontrare interesse nella Dai Nippon Koku (Linee Aeree Imperiali Giapponesi) per un suo eventuale utilizzo civile. Di conseguenza la Mitsubishi ne studiò una nuova versione, fondamentalmente simile al Ki-21-I, di cui conservava la motorizzazione, ovvero due radiali Nakajima Ha-5 KAI da 905 hp, ma che differiva per la posizione delle ali, spostate in configurazione medio-bassa e per la fusoliera, modificata per accogliere fino ad 11 passeggeri. Questa versione da trasporto venne approvata anche dalla marina, e a seguito del primo volo del prototipo avvenuto nell'agosto del 1940 e i successivi test, venne avviata la produzione del velivolo sia per uso civile che militare.
La prima versione (Ki-57-I) assunse due diverse denominazioni, "tipo 100 modello da trasporto 1" per l'esercito e "MC-20-I" per usi civili. Ne furono costruiti 100 esemplari fino all'inizio del 1942 ed una piccola parte di questi fu utilizzata dalla marina con denominazione L4Ml.
Terminate le consegne della serie I la produzione passò ad una nuova versione, la Ki-57-II, dotata di un più potente 14 cilindri Mitsubishi Ha-l02 da 805 kW (1,080 hp). Assunse anche in questo caso due denominazioni, "tipo 100 modello da trasporto 2" e "MC-20-II", rispettivamente per l'esercito e per l'aviazione imperiale giapponese.

## Impiego operativo
Oltre che per compiti di collegamento e trasporto, il Ki-57 fu utilizzato anche per il lancio dei paracadutisti del Dai-1 Teishin Shūdan nell'area di Palembang, nel febbraio 1942, durante la campagna contro gli olandesi per la conquista dell'Indonesia.

## Versioni
- Ki-57-I tipo 100 modello 1. Versione per l'esercito spinta da due motori radiali Nakajima Ha-5 KAI da 708 kW (950 hp) e con la fusoliera ridisegnata. Furono costruiti circa 100 esemplari, compresa la versione civile.
- MC-20-I. Versione civile del Ki-57-I per le Linee Aeree Imperiali Giapponesi.
- Ki-57-II tipo 100 modello 2. Versione per l'esercito spinta da due motori radiali a 14 cilindri Mitsubishi Ha-102 da 805 kW (1 080 hp) installati in nuove gondole ridisegnate. Furono costruiti 306 esemplari prima del gennaio 1945, quando la produzione venne interrotta.
- MC-20-II. Versione civile del Ki-57-II per le Linee Aeree Imperiali Giapponesi.
- L4M1. Un piccolo numero di Ki-57-I furono utilizzati dalla marina con compiti di trasporto e collegamento.

## Utilizzatori

### Periodo bellico

#### Militari
Giappone
- Dai-Nippon Teikoku Rikugun Kōkū Hombu
- Dai-Nippon Teikoku Kaigun Kōkū Hombu

#### Civili
Giappone
- Dai Nippon Koku

### Periodo post-bellico
Cina
- L'ultimo Ki-57 fu usato come addestratore e ritirato dal servizio nel 1952

 Giappone
- Dai Nippon Koku fino all'ottobre del 1945[6].

 Indie orientali olandesi
- Militaire Luchtvaart van het Koninklijk Nederlandsch-Indisch Leger

Alcuni velivoli di preda bellica furono utilizzati dalla KNIL.